# Spirinia schneideri
Spirinia schneideri is een rondwormensoort uit de familie van de Desmodoridae. De wetenschappelijke naam van de soort is voor het eerst geldig gepubliceerd in 1875 door Villot.